# Carmen Posadas

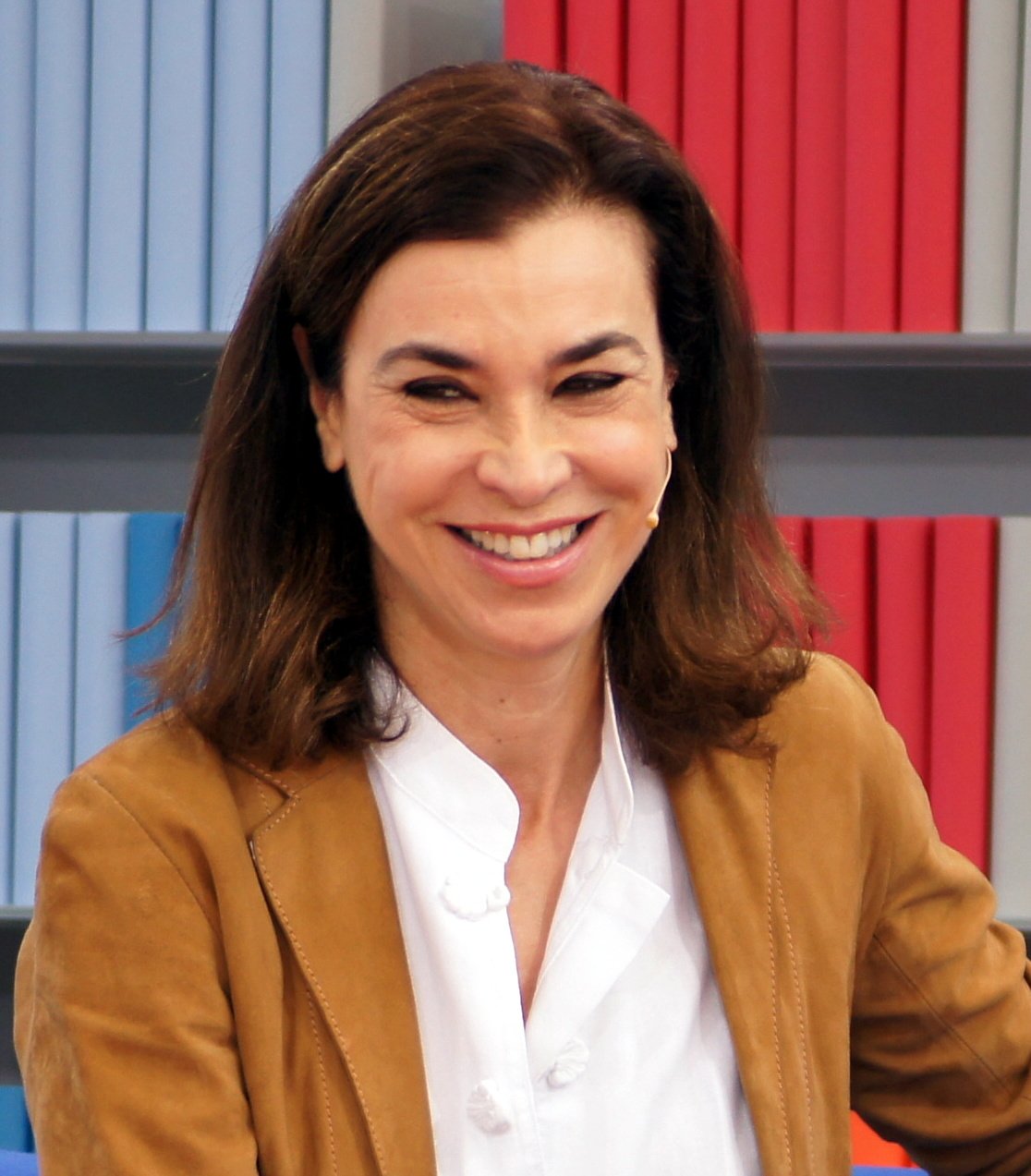
Carmen Posadas

Carmen de Posadas Mañé (* 13. August 1953 in Montevideo) ist eine spanisch-uruguayische  Autorin.

## Leben
Posadas Mañé lebt seit 1965 in Madrid. Ihr Vater war Diplomat und lebte in vielen Hauptstädten wie Moskau, Buenos Aires oder London. Ihr Bruder ist ebenfalls Schriftsteller. 1985 erhielt sie die spanische Staatsbürgerschaft.
Sie studierte an der Oxford University in England und  heiratete Rafael de Cueto, mit dem sie zwei Töchter hat: Sofía (1975) und Jimena (1978). 1988 wurde sie Moderatorin an dem spanischen Fernsehsender RTVE.
Bereits 1980 hatte sie mit dem Verfassen von Kinderbüchern begonnen. Posadas Mañé gewann den spanischen Literaturpreis Premio Nacional de Literatura. 1996 veröffentlichte sie erfolgreich ihren Roman mit dem Titel „Cinco Moscas Azules“. Ihr zweiter Roman,  „Pequeñas infamias“ (1998), gewann den Premio Planeta. Auch ihre neueren Büchern verkauften sich gut. Das Werk von Posadas Mañé ist in über zwanzig Sprachen übersetzt worden.

## Ehrungen/Preis
- 1984: Premio Nacional de Literatura
- 1998 Premio Planeta, mit  Pequeñas infamias.

## Werke
Kinder- und Jugendliteratur
- 1980: Una cesta entre los juncos
- 1980: El cazador y el pastor
- 1980: El chico de la túnica de colores
- 1980: Hacia una tierra desconocida
- 1980: El Niño de Belén
- 1980: El pastor que llegó a ser Rey
- 1983: El señor viento Norte
- 1986: Kiwi
- 1987: Hipo canta
- 1994: María Celeste
- 1995: Liliana, bruja urbana
- 2000: Dorilda
- 2003: Dorilda y Pancho

Romane
- 1993: Una ventana en el ático
- 1996: Cinco moscas azules
- 1998: Pequeñas infamias
- 2001: La bella Otero
- 2003: El buen sirviente
- 2006: Juego de niños
- 2007: Literatura, adulterio y Visa platino
- 2008: Hoy caviar, mañana sardinas
- 2008: La cinta roja
- 2010: Invitación a un asesinato

Essays
- 1987: Yuppies, jet set, la movida y otras especies
- 1988: El síndrome de Rebeca: guía para conjurar fantasma
- 1991: Quién te ha visto y quién te ve
- 1993: Padres, padres
- 1999: Un veneno llamado amor
- 2001: Por el ojo de la cerradura
- 2002: La hernia de Viriato
- 2004: A la sombra de Lilith, mit Sophie Courgeon
- 2007: Literatura, adulterio y Visa platino (2007)